# Normanville (Eure)
Normanville is een gemeente in het Franse departement Eure (regio Normandië). De plaats maakt deel uit van het arrondissement Évreux. Normanville telde op 1 januari 2022 1.164 inwoners.

## Geografie
De oppervlakte van Normanville bedroeg op 1 januari 2022 9,14 vierkante kilometer; de bevolkingsdichtheid was toen 127,4 inwoners per km².

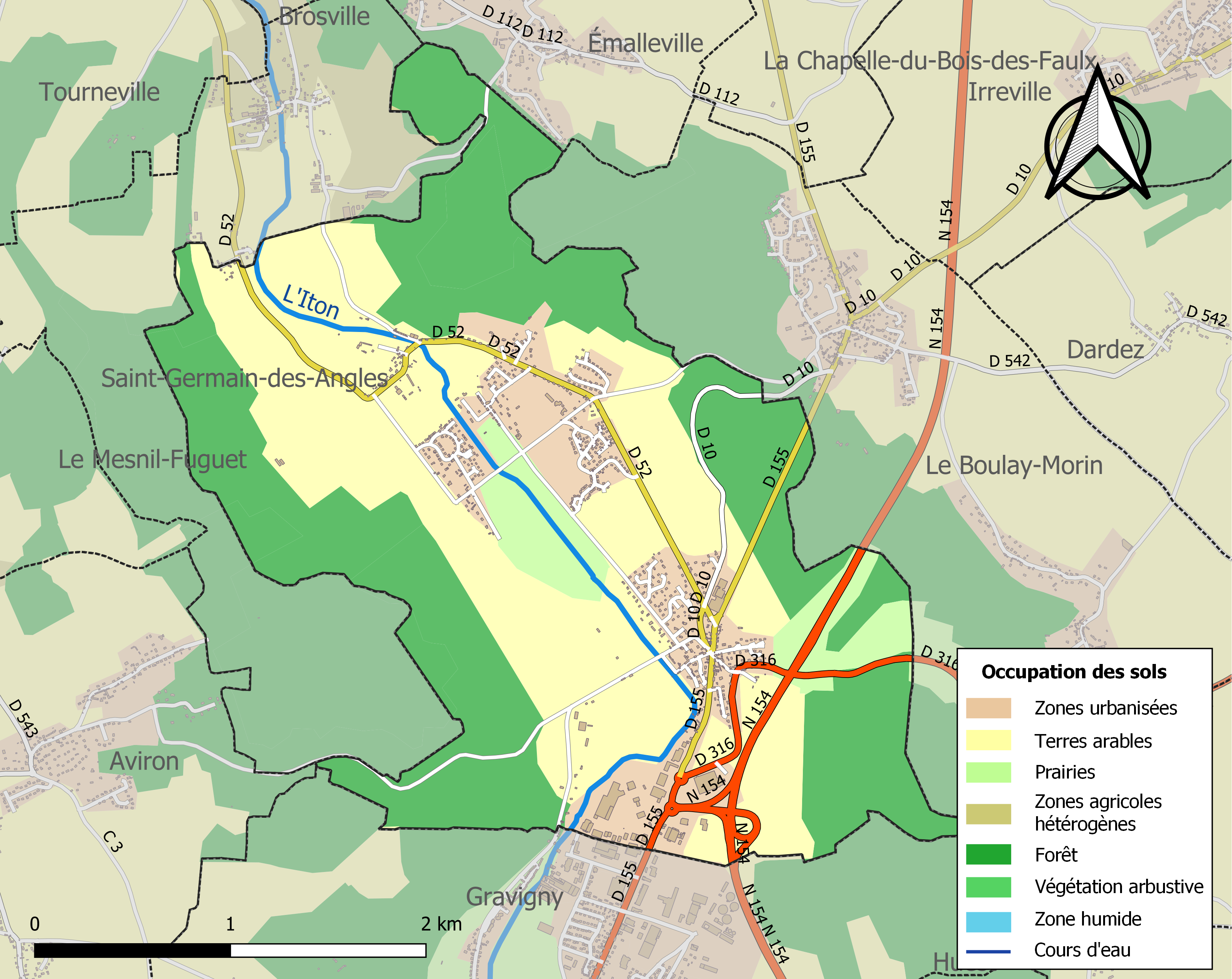
Kaart van de gemeente met belangrijkste infrastructuur, bodemgebruik en omliggende gemeenten

## Demografie
Onderstaande figuur toont het verloop van het inwonertal (bron: INSEE-tellingen).